# Франц Кріг фон Гохфельден
Франц Фрайгер Кріг фон Гохфельден (10 грудня 1776, Раштат — 17 квітня 1856, Відень) — губернатор Галичини, почесний громадянин Львова.

## Біографія
У 17 років вступив до австрійської армії. Потім вивчав право в університетах Львова та Кракова. Обрав духовну кар'єру, починаючи з 1803 року був конципістом у Кракові, а потім у Львівській губернії. У 1807 році був секретарем президента, у 1808 р. — губернаторським радником, у 1810 р. — старостою в Бережанах, у 1815 р. — губернаторським радником, у 1829 р. — віцепрезидентом Судової палати у Відні, у 1831—1847 роках був президентом Галицького намісництва. Член-засновник Галицького господарського товариства (03.07.1845). З 2 липня 1846 року до 1 серпня 1847 року — губернатор Галичини. Йому приписують ідею використання галицьких селян для придушення шляхетського повстання 1846 року. Його неоднозначне ставлення в цей період призвело до його відставки наступного року. У 1851—1856 роках він був членом і президентом дорадчої Державної ради, призначеної імператором.
Похований у Відні в почесній могилі на цвинтарі Гітцінгер (сектор 4, No 80).

## Відзнаки та нагороди
У 1818 році отримав титул барона (Freiherr), з 1831 року був таємним радником. 15 травня 1842 року магістрат Львова надав йому звання почесного громадянина на доказ найніжнішої та незгасної вдячності за процвітання цього міста, яке під проводом і за допомогою Вашої Високоповажності зростає так сильно .
Нагороджений орденом св. Стефана (1817), Великим хрестом ордена Леопольда і командорським хрестом з діамантами орденом св. Стефана.